# 死の歌と踊り
『死の歌と踊り』（しのうたとおどり、露：Песни и пляски смерти）は、モデスト・ムソルグスキーが1875年に着手し、その2年後の1877年に完成させた、「死」を扱った全4曲からなる歌曲集である。歌曲の詞は、遠縁の詩人で当時同居していたアルセニイ・ゴレニシチェフ＝クトゥーゾフ（Арсений Голенищев-Кутузов）によるものであり、歌曲集『日の光もなく』も彼の作による。作曲者の死後の1882年に出版された。
ドミートリイ・ショスタコーヴィチの編曲による管弦楽伴奏版（1962年）もあり、この版で演奏されることも多い（その他にリムスキー＝コルサコフ、グラズノフ、カレヴィ・アホによる編曲版も存在する）。ショスタコーヴィチ編曲版はガリーナ・ヴィシネフスカヤに献呈された。指揮者のピーター・ブレイナーによる管弦楽版（声楽無し）もある。

## 曲の内容
第1曲「子守歌」《Колыбельная》　（嬰ヘ短調）
病の幼児に「死」がやってきて、母親の抵抗もむなしく、死の子守歌を歌い、幼児の命を奪うという内容。
第2曲「セレナード」《Серенада》　（ホ短調-変ホ短調）
病にかかった若い女に「死」が自分のもとへと来るよう、セレナードを歌いながら誘うという内容。
第3曲「トレパーク」《Трепак》　（ニ短調）
吹雪の吹く夜の道で、悲嘆と貧困の果てに酒に酔った農夫の老人と「死」が老人に雪の衣を与え、ロシア舞曲の一種であるトレパークを踊リ、夏と鳩の夢の後死の眠りに就くという内容。トレパークは2拍子の舞曲で、チャイコフスキーのバレエ音楽『くるみ割り人形』でも用いられている。
第4曲「司令官」《Полководец》　（変ホ短調-ニ短調）
閃光煌き、砲弾が轟き、流血迸る激戦の終わった月夜の戦場に、司令官さながらに現れた「死」が勝利を宣言し、横たわる戦死者に号令をかけ、「生は汝らを引き裂くが我は和解させる。人は汝らを忘れようが我は忘れぬ。」と語り死者を讃える宴の踊りに誘い、最後に「もはや二度と起き上がることはない」と結ぶという内容。この曲のみ1877年に作られた。